# Hemigobius
Hemigobius is een geslacht van straalvinnige vissen uit de familie van grondels (Gobiidae).

## Soorten
- Hemigobius hoevenii (Bleeker, 1851)
- Hemigobius mingi (Herre, 1936)